# Alina Bonar
Alina Bonar (ur. 1933, zm. 9 stycznia 2011) – polska biolog, doktor habilitowany nauk rolniczych.

## Życiorys
W 1991 r. habilitowała się na podstawie pracy zatytułowanej Równowaga dynamiczna w gospodarczo eksploatowanych zespołach ryb na przykładzie jezior typu sandaczowego. Została pracownikiem naukowym w Zakładzie Prawa Ochrony Środowiska na Wydziale Prawa i Administracji Uniwersytetu Warmińsko-Mazurskiego w Olsztynie, oraz w Katedrze Turystyki i Rekreacji Prywatnej Wyższej Szkole Zawodowej w Giżycku.